# Speldhurst
Speldhurst est un village et un civil parish dans le district de Tunbridge Wells dans le Kent. La paroisse est à 15 miles (24 km) à l'ouest de Tunbridge Wells : le village est à 3 miles (5 km) à l'ouest de la ville. Il y a une boutique et un bureau de poste, ainsi que plusieurs petites entreprises.

## L'église paroissiale

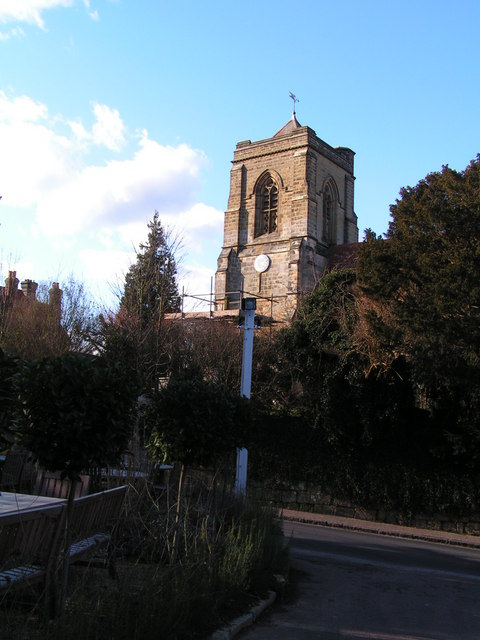
Église St Mary

## Villages et hameaux de la paroisse
- Ashurst
- Langton Green
- Old Groombridge
- Speldhurst itself
- Stone Cross